# V850
V850は、NEC（現在のルネサスエレクトロニクス）によって開発・製造された組み込み用のマイクロコントローラである。
32ビットRISC CPU コアアーキテクチャで、後継機のV850 派生型はV850ES、V850EとμClinuxにてサポートされたことのあるV850E2である(2008年10月9日時点でV850系はμClinuxのサポートから外れている)。V850のコアアーキテクチャはRH850に使用されている。コンパイラはGNUコンパイラコレクション、IAR システムズ、Green Hillsのコンパイラとウインドリバー・システムズのDiab コンパイラが入手できる。フリーウェア V850 プラグインがIDA Pro逆アセンブラ用にある。

## 歴史

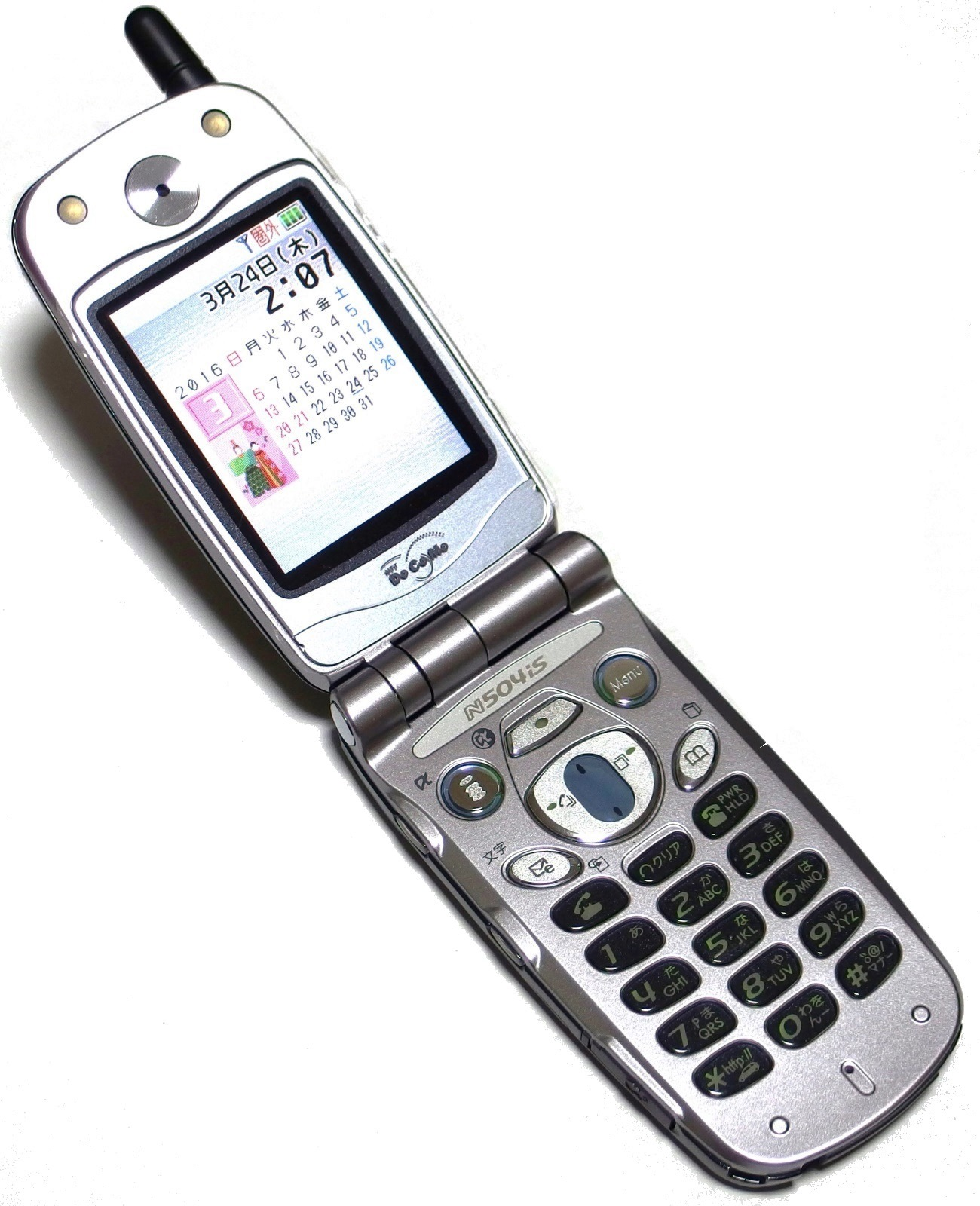
V850を搭載した携帯電話、NEC N504iS（2003年発売）。V850シリーズは2000年代初頭までは様々な応用が見られ、次第に車載専用マイコンとなった

V850の第1世代は、1991年リリースのV810をベースとして1994年にリリースされた。1990年代当時のNEC Vシリーズ全体の中では、組み込みマイコン向けのそこそこな性能のCPUという位置づけで、リリース当初はDVDドライブやHDDドライブの駆動用マイコンとして採用されていた。1996年にリリースされたSoC向けのV850Eはエアコンなど様々な電化製品に採用され、特にカーオーディオ向けとして成功したため、次第に車載に依存するようになった。ただし、2000年代初頭にはまだ車載以外でも採用例があり、例えばV850EはNECやソニーの携帯電話でも採用されていた。1999年に発売されたV850/SB1はIEBus（NECが策定したカーオーディオ向けの通信方式。NECエレ/ルネサスの登録商標）を内蔵し、V850ファミリの中でも明確にカーオーディオ向けとして設計された。2000年に発売されたV850/SF1ではCAN Bus（Controller Area Network、ボッシュの策定した自動車向けの通信方式）を内蔵し、この頃よりV850シリーズは明確に自動車産業をターゲットとするようになった。2002年には0.25μmプロセスで製造された第2世代のV850をリリース。2005年には全ての製品にマスクROMではなくフラッシュメモリを内蔵し「オールフラッシュマイコン」を宣言した0.15μmプロセスの第3世代品をリリース。新生ルネサスとなった2010年にはFlexRay、AUTOSAR、機能安全規格（IEC 61508 SIL 3、ISO 26262 ASIL D）など次世代の車載マイコンとして必要な次世代規格に対応した90nmプロセスの第4世代品をリリースし、多ファミリー展開によって車載を面で制圧するに至った。V850シリーズは新生ルネサスにおいて、2012年にV850をベースとした新世代車載マイコンのRH850へ受け継がれた。

## 用途
V850コアはNECとソニーオプティアークで製造される多くのDVD ドライブで使用される。現在のV850 (2013年時点) の商品群は主に自動車用途で同様にモーター制御専用のMCUに接続できる。
V850は総合的に自動車産業で使用される。現在では、車載用MCUとしてRH850がルネサスエレクトロニクスから提供されている。